# Novafroneta vulgaris
Novafroneta vulgaris är en spindelart som beskrevs av A. David Blest 1979. Novafroneta vulgaris ingår i släktet Novafroneta och familjen täckvävarspindlar. Inga underarter finns listade i Catalogue of Life.